# استل، ایلینوی
استل (به انگلیسی: Stelle) یک منطقهٔ مسکونی در ایالات متحده آمریکا است که در شهرستان فورد، ایلینوی واقع شده‌است. استل ۲۱۵ متر بالاتر از سطح دریا واقع شده‌است.